# Timothé Cognat
Timothé Cognat (Arnas, 25 gennaio 1998) è un calciatore francese, centrocampista del Servette.

## Carriera

### Club
Segna la sua prima rete in Super League in occasione della partita Sion-Servette (1-1) del 24 giugno 2020.

### Nazionale
Ha giocato nelle nazionali giovanili francesi Under-16, Under-17, Under-18 ed Under-19.
Nel 2015 ha vinto gli Europei Under-17.

## Palmarès

### Club

#### Competizioni nazionali
- Challenge League: 1

Servette: 2018-2019
- Coppa Svizzera: 1

Servette: 2023-2024

### Nazionale
- Campionato d'Europa Under-17: 1

2015

## Statistiche

### Presenze e reti nei club
Statistiche aggiornate al 17 giugno 2025.
| Stagione                 | Squadra                  | Campionato               | Campionato | Campionato | Coppe nazionali | Coppe nazionali | Coppe nazionali | Coppe continentali | Coppe continentali | Coppe continentali | Altre coppe | Altre coppe | Altre coppe | Totale | Totale |
| Stagione                 | Squadra                  | Comp                     | Pres       | Reti       | Comp            | Pres            | Reti            | Comp               | Pres               | Reti               | Comp        | Pres        | Reti        | Pres   | Reti   |
| ------------------------ | ------------------------ | ------------------------ | ---------- | ---------- | --------------- | --------------- | --------------- | ------------------ | ------------------ | ------------------ | ----------- | ----------- | ----------- | ------ | ------ |
| 2015-2016                | Olympique Lione B        | CN2                      | 8          | 1          |                 | -               | -               |                    | -                  | -                  |             | -           | -           | 8      | 1      |
| 2016-2017                | Olympique Lione B        | CN2                      | 17         | 4          |                 | -               | -               |                    | -                  | -                  |             | -           | -           | 17     | 4      |
| 2017-2018                | Olympique Lione B        | CN2                      | 21         | 4          |                 | -               | -               |                    | -                  | -                  |             | -           | -           | 21     | 4      |
| Totale Olympique Lione B | Totale Olympique Lione B | Totale Olympique Lione B | 46         | 9          |                 | -               | -               |                    | -                  | -                  |             | -           | -           | 46     | 9      |
| 2018-2019                | Servette                 | CL                       | 35         | 2          | CS              | 2               | 1               |                    | -                  | -                  |             | -           | -           | 37     | 3      |
| 2019-2020                | Servette                 | SL                       | 32         | 2          | CS              | 0               | 0               |                    | -                  | -                  |             | -           | -           | 32     | 2      |
| 2020-2021                | Servette                 | SL                       | 34         | 1          | CS              | 3               | 1               | QUEL               | 2                  | 0                  |             | -           | -           | 39     | 2      |
| 2021-2022                | Servette                 | SL                       | 30         | 5          | CS              | 2               | 0               | QUECL              | 2                  | 0                  |             | -           | -           | 34     | 5      |
| 2022-2023                | Servette                 | SL                       | 34         | 2          | CS              | 3               | 0               |                    | -                  | -                  |             | -           | -           | 37     | 2      |
| 2023-2024                | Servette                 | SL                       | 38         | 4          | CS              | 6               | 2               | QUCL+UEL+UECL      | 4+6+4              | 1+0+1              |             | -           | -           | 58     | 8      |
| 2024-2025                | Servette                 | SL                       | 35         | 2          | CS              | 2               | 0               | QUEL+QUECL         | 2+2                | 0                  |             | -           | -           | 41     | 2      |
| Totale Servette          | Totale Servette          | Totale Servette          | 238        | 18         |                 | 18              | 4               |                    | 22                 | 2                  |             | -           | -           | 278    | 24     |
| Totale carriera          | Totale carriera          | Totale carriera          | 284        | 27         |                 | 18              | 4               |                    | 22                 | 2                  |             | -           | -           | 324    | 33     |